# 约安娜·延杰伊奇克
约安娜·延杰伊奇克（波蘭語：Joanna Jędrzejczyk，波蘭語發音：[jɔˈanna jɛndˈʐɛjtʂɨk]，1987年8月18日—），波兰综合格斗运动员、前泰式自由搏击运动员，终极格斗冠军赛女子蝇量级、草量级冠军。截至2020年2月10日，约安娜位列终极格斗冠军赛草量级排行榜第4位，位列终极格斗冠军赛P4P排名第5位。

## 泰拳与自由搏击
延杰伊奇克16岁开始练自由搏击，初时仅为塑形，之后开始参加国家及欧洲的锦标赛。延杰伊奇克练习泰拳和踢拳已有10年，胜出60多场比赛，业余生涯期间获得六枚国际泰拳总会世界奖牌（五枚金牌和一枚银牌）、四项国际泰拳总会锦标赛冠军（战绩37胜3负）。后来职业生涯期间获得五项世界冠军，包括WKN世界冠军、J Girls冠军、WBKF冠军、WKF欧洲冠军和WMC冠军，总战绩为27胜3负。

## 综合格斗

### 生涯早期
延杰伊奇克综合格斗职业生涯首秀是在2012年5月19日的MMA格斗之夜上，对阵西尔维娅·尤斯基维奇（Sylwia Juskiewicz），最终以裁判一致判赢获胜。2012年12月8日MFC 5比赛上，她通过后背裸绞致使莉莉娅·卡扎克（Lily Kazak）投降认输获胜。2013年6月20日，在莫斯科对决12（Battle of Moscow 12）上，她凭借一致结果，击败当时WMMA排名第一的俄罗斯蝇量级冠军选手朱莉娅·贝雷兹科娃。
到2013年7月，延杰伊奇克位列格斗矩阵世界女子蝇量级格斗选手排名榜第七位。
2014年6月7日，在笼斗战士格斗锦标赛69上，第二轮回合成功击倒对手罗西·塞克斯顿获胜。

### 终极格斗冠军赛
2014年7月，延杰伊奇克正式签约终极格斗冠军赛。首场宣传战于2014年7月26日在《UFC on Fox：劳勒 vs. 布朗》上举行，以草量级身份对阵朱莉安娜·利马，最终裁判一致判赢获胜。
下一场比赛是在2014年12月13日的《UFC on Fox 13》上面对未尝败绩的顶级草量级选手克劳迪娅·盖迪亚。最终，裁判用分歧较大的结果判定延杰伊奇克获胜，然而众多综合格斗媒体认为该判定存在较大争议，认为盖迪亚赢得了回合。

#### 草量级冠军
2015年3月14日，延杰伊奇克在UFC 185与卡拉·埃斯帕萨争夺UFC草量级冠军。在第二回合中，她通过击倒赢得了压制性的胜利，成为UFC的首位波兰冠军，也是欧洲的首位UFC冠军。延杰伊奇克凭借该场比赛获得“最佳表现”殊荣。

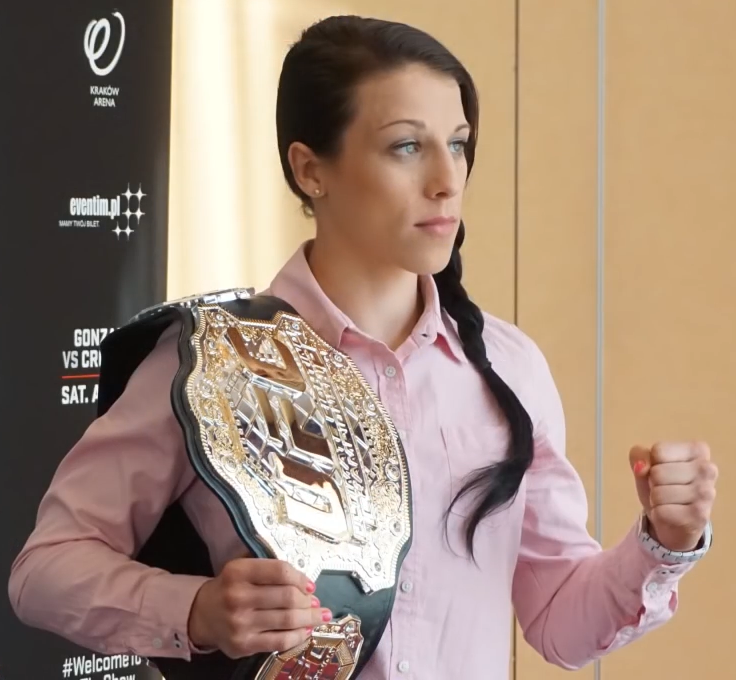
延杰伊奇克凭UFC女子草量级冠军腰带亮相。

2015年6月20日，延杰伊奇克在《UFC Fight Night: Jędrzejczyk vs. Penne》上对阵杰西卡·彭尼，首次捍卫冠军。在第三回合的比赛中，她对紧贴着铁笼的彭尼密集施展了拳头和膝盖攻击，将彭尼击倒，赢得比赛，成功捍卫冠军。两位选手凭借当晚的表现，获得“最佳比赛”殊荣。比赛中，延杰伊奇克拇指骨折，需要之后手术修复。
2015年11月15日，延杰伊奇克第二场冠军捍卫战，对阵瓦莱丽·勒图诺，是UFC 193主战赛。最终她凭借裁定一致决定获胜，卫冕冠军。比赛中，延杰伊奇克共施展了220次有效攻击，创下锦标赛的纪录，其中70次下踢也刷新了此前由卡洛斯·康迪特在UFC 143对阵尼克·迪亚兹比赛中创下的记录。
2016年初，UFC宣布延杰伊奇克将在《终极格斗：约安娜队 vs. 克劳迪娅队》中担任教练，而她的对手则是之前有过交手的克劳迪娅·盖迪亚。两人的重赛于2016年7月8日在内华达州拉斯维加斯米高梅大花园球场举行的该节目决赛中举行，延杰伊奇克最终凭借一致决定获胜，而两位选手获“最佳比赛”殊荣。
延杰伊奇克于2016年11月12日麦迪逊广场花园的UFC 205中凭借一致决定，战胜波兰同胞卡罗利娜·科瓦尔凯维奇。
2017年5月13日的UFC 211中，她对阵杰西卡·安德拉德，凭借一致决定获胜，第五次成功捍卫头衔
。比赛中，延杰伊奇克再破纪录，共打出225次有效攻击，创下UFC锦标赛史上最大的攻击次数差142次，同时施展75次踢腿，打破了之前她的纪录。
第六场冠军捍卫战是在2017年11月4日的麦迪逊花园广场的UFC 217中对阵罗丝·纳马尤纳斯。第一回合她便被TKO击败，是综合格斗职业生涯的首次失败。

#### 失去冠军后
纳马尤纳斯和延杰伊奇克之间的冠军重赛于2018年4月7日的UFC 223举行，最终她被裁判一致判定输掉比赛。
2018年7月28日，延杰伊奇克在UFC on Fox 30中对阵特西娅·托雷斯，最终凭一致结果获胜。

#### 回归蝇量级
2018年9月20日，消息指延杰伊奇克回归蝇量级，于2018年12月8日的UFC 231比赛中对战瓦莲京娜·舍夫琴科，竞争空置的UFC女子蝇量级冠军.。由于UFC 230需要一场主战赛，延杰伊奇克被预订对战西贾拉·尤班克斯。UFC宣布2018年10月9日科米尔对决刘易斯的当天，也确认了舍甫琴科和尤班克斯之间的回合取消，延杰伊奇克将在UFC 231的主战赛上争夺冠军。最终她因一致结果输掉比赛。

#### 回归草量级
2019年10月12日，延杰伊奇克在UFC on ESPN+ 19中对阵米歇尔·沃特森。此前的新闻报道称，延杰伊奇克告知UFC自己可能达不到草量级的限制，不过她还是录得115.5磅的体重。最终她凭借一致结果获胜。
2020年3月7日，延杰伊奇克在UFC 248与张伟丽竞争UFC女子草量级冠军，最终裁判用存在分歧的结果判定她输掉比赛。延杰伊奇克凭借比赛获得“最佳比赛”殊荣。两位选手后来需要接受为期两个月的医疗停赛，到5月5日结束，同时非合同式陪练条款于4月22日到期。
2022年6月12日，在UFC 275再次对阵张伟丽，约安娜在第二回合被击倒输掉比赛。随后宣布退役。

## 打法和教练
身为一名屡获殊荣的自由搏击运动员，延杰伊奇克以精准和经过计算的打击著称。在综合格斗比赛中，她采用防摔反击（Sprawl and Brawl）策略。在与对手成站立姿势时，她的招式会不断在高强度拳和身体攻击之间变化，同时利用膝盖、手肘和高前踢。另外，她也会用一连串的打击迷惑对手，之后再施展一记重击，这种打法跟查克·利德尔。SportsJoe.ie的综合格斗记者达拉格·墨菲（Darragh Murphy）总结了她的打法：“她的技巧完美地融合了崇高与无情，通过美丽、完美的风暴展现了自己典型的暴力美学。”
延杰伊奇克说法小声，给粉丝恬静、可爱的印象。然而，她在比赛前会用垃圾话挑衅对手，比赛以暴力和血腥著称。UFC主席白大拿称赞她，说“她很坏......平心而论是地球最棒的女选手......她的杀手本性是荒谬的。”综合格斗媒体认为延杰伊奇克的比赛是“必看的电视节目”。
延杰伊奇克的防摔反击策略被赞神级，格斗天地的战斗分析师杰克·斯拉克写道：“她很像查克·利德尔，那是用来形容她很实在的话......虽然她拥有比利德尔更出色、技术惊人的比赛。”BloodyElbow.com的战斗分析师康纳·吕布施（Connor Ruebusch）认为：“距离、角度和上海，这些是一招制胜式防御的关键因素，而这些成就了约安娜·延杰伊奇克和何塞·奥尔多这些大师级选手。”《华盛顿邮报》战斗评论员帕特里克·怀曼（Patrick Wyman）表示：“健全的基础知识为世界上最优秀的战士提供了燃料，没有人比奥尔多和延杰伊奇克掌握步法和距离管理基础还要好。”Foxsports.com评论员杰森·帕里洛（Jason Parillo）认为约安娜的综合格斗比赛非常出色，后无来者。
自从为UFC 205接受营地训练以来，约安娜一直在佛罗里达州椰子溪训练美国顶级武术队。

## 个人生活
延杰伊奇克生于波兰奥尔什丁，有一个双胞胎姐妹凯瑟琳娜（Katarzyna）和姐姐伊娃（Ewa）。她是天主教徒，在进入擂台或八角笼前会抱着《玫瑰经》祈祷。
未婚夫是前波兰足球运动员普热斯瓦·布塔（Przemysław Buta）。在2019年的采访中，她表示自己的私生活出现困难将近两年，确认她不再和布塔订婚。

## 争议
2020年1月28日，延杰伊奇克在她的Instagram发表了一张她和中国选手张伟丽的图片，宣传两人即将到来的比赛。然而她给图片中的自己弄了一个防毒面具，并附上“🙈”、“🤣”和“🥰”Emoji表情，影射中国的2019冠状病毒病疫情，被批评侮辱对手，嘲笑遭受疾病困扰的人士。她后来公开道歉。

## 冠军与成就

### 综合格斗
- 终极格斗冠军赛（UFC）
  - UFC女子轻量级冠军（英语：List of UFC Champions#Women's Strawweight Championship）（一次）
  - 五次成功捍卫冠军
  - UFC女子组冠军头衔战最多的选手（10场）[82]
  - 最佳表现（英语：List of UFC bonus award recipients）（一次，对阵卡拉·埃斯帕萨（英语：Carla Esparza））
  - 最佳选手（英语：List of UFC bonus award recipients）（三次，对阵杰西卡·安德拉德、克劳迪娅·盖迪亚（英语：Cláudia Gadelha）和张伟丽）[45]
  - UFC史上获胜次数最多的女子草量级冠军（10次）
  - UFC锦标赛史上最大有效攻击次数差（+142，对阵杰西卡·安德拉德）
  - UFC锦标赛史上第二大有效攻击次数差（+121，对阵卡罗利娜·科瓦尔凯维奇（英语：Karolina Kowalkiewicz））
  - UFC锦标赛史上第三大有效攻击次数差（+117，对阵瓦莱丽·勒图诺（英语：Valérie Létourneau））
  - UFC锦标赛史上第四大有效攻击次数差（+113，对阵克劳迪娅·盖迪亚）
  - UFC锦标赛史上最大的攻击次数差（+220，对阵杰西卡·安德拉德）
  - UFC锦标赛史上最多的踢腿次数（+78，对阵米歇尔·沃特森（英语：Michelle Waterson））
  - UFC锦标赛史上第二多的踢腿次数（+75，对阵杰西卡·安德拉德）
  - 首位波兰UFC冠军
  - 首位欧洲UFC女冠军
  - 第三位欧洲UFC冠军
- 女子综合格斗新闻奖
  - 2014年年度草量级选手[83]
- Yahoo! Sports（英语：Yahoo! Sports）
  - 2015年半年最佳选手[84]
- Fight Matrix（英语：Fight Matrix）
  - 2015年年度最佳女选手[85]
- MMAjunkie.com（英语：MMAjunkie.com）
  - 2015年年度最佳女选手[86]
  - 2016年7月最佳比赛（对阵克劳迪娅·盖迪亚）[87]
  - 2020年3月最佳比赛（对阵张伟丽）[88]
- Fightbooth.com
  - 2015年女子暴力奖[89]
- Sherdog.com
  - 2015年暴力梦之队[90]

### 自由搏击
- J-Girls自由搏击联盟
  - J-Girls冠军（2009）
- 世界武道会联合会
  - WBKF专业冠军（2013）
- 世界自由搏击联盟
  - WKF欧洲冠军（2010）
- 世界自由搏击网络（英语：World Kickboxing Network）
  - WKN世界冠军（2010）

### 泰拳
- 國際泰拳總會世界锦标赛
  - 2013  金牌 -57公斤级
  - 2012  金牌 -57公斤级
  - 2011  金牌 -57公斤级
  - 2010  金牌 -57公斤级
  - 2009  金牌 -57公斤级
  - 2008  銀牌 -57公斤级
- 国际泰拳总会欧洲锦标赛
  - IFMA欧洲冠军（四次）
- 世界泰拳理事会（英语：World Muaythai Council）
  - WMC/EMF欧洲冠军（一次）

## 综合格斗战绩
| 戰績分項 |       |     |
| 21 場    | 16 勝 | 5負 |
| 擊倒     | 4     | 2   |
| 降服     | 1     | 0   |
| 判定     | 11    | 3   |

| 结果 | 战绩 | 对手                  | 获胜方式                 | 赛事                                                      | 日期           | 回合 | 时间 | 地点                       | 注释                                                             |
| ---- | ---- | --------------------- | ------------------------ | --------------------------------------------------------- | -------------- | ---- | ---- | -------------------------- | ---------------------------------------------------------------- |
| 负   | 16–5 | 张伟丽                | 击倒（转身鞭拳击中头部） | UFC 275                                                   | 2022年6月11日  | 2    | 2:28 | 新加坡加冷                 |                                                                  |
| 负   | 16–4 | 张伟丽                | 分歧判定                 | UFC 248                                                   | 2020年3月7日   | 5    | 5:00 | 美国内华达州拉斯维加斯     | 格斗之夜UFC草量级冠军赛，免费观看 （页面存档备份，存于）         |
| 胜   | 16–3 | 米歇尔·沃特森         | 一致判定                 | UFC Fight Night: Joanna vs. Waterson                      | 2019年10月12日 | 5    | 5:00 | 美国佛罗里达州坦帕         | 回归羽量级                                                       |
| 负   | 15–3 | 瓦莲京娜·舍夫琴科     | 一致判定                 | UFC 231                                                   | 2018年12月8日  | 5    | 5:00 | 加拿大安大略省多伦多       | 竞争空置的UFC女子轻量级冠军，免费观看 （页面存档备份，存于）     |
| 胜   | 15–2 | 特西娅·托雷斯         | 一致判定                 | UFC on Fox: Alvarez vs. Poirier 2                         | 2018年7月28日  | 3    | 5:00 | 加拿大艾伯塔省卡尔加里     |                                                                  |
| 负   | 14–2 | 罗斯·娜玛尤纳斯       | 一致判定                 | UFC 223                                                   | 2018年4月7日   | 5    | 5:00 | 美国纽约州纽约市布鲁克林区 | 争夺UFC女子轻量级冠军                                            |
| 负   | 14–1 | 罗斯·娜玛尤纳斯       | 技术击倒（肘击和击打）   | UFC 217                                                   | 2017年11月4日  | 1    | 3:03 | 美国纽约州纽约市           | 丢掉UFC女子轻量级冠军，免费观看 （页面存档备份，存于）           |
| 胜   | 14–0 | 杰西卡·安德拉德       | 一致判定                 | UFC 211                                                   | 2017年5月13日  | 5    | 5:00 | 美国德克萨斯州達拉斯       | 卫冕UFC女子轻量级冠军                                            |
| 胜   | 13–0 | 卡罗利娜·科瓦尔凯维奇 | 一致判定                 | UFC 205                                                   | 2016年11月12日 | 5    | 5:00 | 美国纽约州纽约市           | 卫冕UFC女子轻量级冠军                                            |
| 胜   | 12–0 | 克劳迪娅·盖迪亚       | 一致判定                 | The Ultimate Fighter: Team Joanna vs. Team Cláudia Finale | 2016年7月8日   | 5    | 5:00 | 美国内华达州拉斯维加斯     | 卫冕UFC女子轻量级冠军，决斗之夜                                  |
| 胜   | 11–0 | 瓦莱丽·勒图诺         | 一致判定                 | UFC 193                                                   | 2015年11月15日 | 5    | 5:00 | 澳大利亚维多利亚州墨尔本   | 卫冕UFC女子轻量级冠军                                            |
| 胜   | 10–0 | 杰西卡·佩妮           | 技术击倒（膝击及拳打）   | UFC Fight Night: Jędrzejczyk vs. Penne                    | 2015年6月20日  | 3    | 4:22 | 德国柏林                   | 卫冕UFC女子轻量级冠军，决斗之夜                                  |
| 胜   | 9–0  | 卡拉·埃斯帕扎         | 技术击倒（拳打）         | UFC 185                                                   | 2015年3月14日  | 2    | 4:17 | 美国德克萨斯州達拉斯       | 赢得UFC女子草量级冠军，决斗之夜，免费观看 （页面存档备份，存于） |
| 胜   | 8–0  | 克劳迪娅·盖迪亚       | 分歧判定                 | UFC on Fox: dos Santos vs. Miocic                         | 2014年12月13日 | 3    | 5:00 | 美国亚利桑那州凤凰城       | UFC女子草量级冠军被淘汰                                          |
| 胜   | 7–0  | 朱莉安娜·利马         | 一致判定                 | UFC on Fox: Lawler vs. Brown                              | 2014年7月26日  | 3    | 5:00 | 美国加利福尼亚州圣荷西     | 草量级首战，利马超重（1156.5磅）                                 |
| 胜   | 6–0  | 罗茜·塞克斯顿         | 击倒（击打）             | CWFC 69: Super Saturday                                   | 2014年6月7日   | 2    | 2:36 | 英国伦敦                   |                                                                  |
| 胜   | 5–0  | 卡拉·贝尼特斯         | 一致判定                 | WAM: Fabinski vs. Herb                                    | 2014年5月9日   | 3    | 5:00 | 波兰华沙                   |                                                                  |
| 胜   | 4–0  | 朱莉娅·贝雷兹科娃     | 一致判定                 | Fight Nights: Battle of Moscow 12                         | 2013年6月20日  | 2    | 5:00 | 俄罗斯莫斯科               |                                                                  |
| 胜   | 3–0  | 凯特·杰克逊           | 技术击倒（医疗暂停）     | PLMMA 17 Extra: Warmia Heroes                             | 2013年5月18日  | 2    | 5:00 | 波兰奥尔什丁               |                                                                  |
| 胜   | 2–0  | 莉莉·卡扎克           | 断头台降服               | Makowski FC 5                                             | 2012年12月8日  | 1    | 3:22 | 波兰新蘇爾                 | 羽量级首秀                                                       |
| 胜   | 1–0  | 西尔维娅·尤斯科维奇   | 一致判定                 | SFT: MMA Diva Fight Night SPA                             | 2012年5月19日  | 2    | 5:00 | 波兰科沃布热格             | 协议重量（121磅）回合                                            |